# La Due
Ne doit pas être confondu avec Ladue.
La Due est un village inactif du comté de Henry, dans le Missouri, aux États-Unis,. Situé au centre du comté, il est incorporé en 1936.

## Démographie
Lors du recensement de 2000, le village comptait une population de 39 habitants. Elle est estimée, en 2010, à 28 habitants.

## Source de la traduction
- (en) Cet article est partiellement ou en totalité issu de l’article de Wikipédia en anglais intitulé « La Due, Missouri » (voir la liste des auteurs).